# Чемпионат Европы по лёгкой атлетике в помещении 1981 — прыжок в длину (мужчины)
Соревнования по прыжкам в длину у мужчин на чемпионате Европы по лёгкой атлетике в помещении в Гренобле прошли 22 февраля 1981 года во Дворце спорта.
Действующим зимним чемпионом Европы в прыжках в длину являлся Винфрид Клепш из ФРГ.

## Рекорды
До начала соревнований действующими были следующие рекорды в помещении.
| Высшее мировое достижение        | Карл Льюис (США)            | 8,49 м | Форт-Уэрт, США     | 20 февраля 1981 |
| Рекорд Европы                    | Игорь Тер-Ованесян (СССР)   | 8,23 м | Дортмунд, ФРГ      | 27 марта 1966   |
| Рекорд чемпионатов Европы        | Жан-Франсуа Бонем (Франция) | 8,17 м | Гётеборг, Швеция   | 9 марта 1974    |
| Лучший результат сезона в мире   | Карл Льюис (США)            | 8,49 м | Форт-Уэрт, США     | 20 февраля 1981 |
| Лучший результат сезона в Европе | Винфрид Клепш (ФРГ)         | 8,21 м | Зиндельфинген, ФРГ | 7 февраля 1981  |

## Расписание
| Дата            | Раунд соревнований |
| --------------- | ------------------ |
| 22 февраля 1981 | Финал              |

Время местное (UTC+2)

## Медалисты
| Золото                   | Серебро                | Бронза              |
| Рольф Бернхард Швейцария | Антонио Коргос Испания | Шамиль Аббясов СССР |

## Результаты
Обозначения: WB — Высшее мировое достижение | ER — Рекорд Европы | CR — Рекорд чемпионатов Европы | NR — Национальный рекорд | WL — Лучший результат сезона в мире | EL — Лучший результат сезона в Европе | PB — Личный рекорд | SB — Лучший результат в сезоне | DNS — Не вышел в сектор | NM — Без результата | DQ — Дисквалифицирован

Основные соревнования в прыжке в длину у мужчин прошли 22 февраля 1981 года. В сектор вышли 14 легкоатлетов. Советский прыгун Шамиль Аббясов завоевал вторую медаль на чемпионате, бронзовую (днём ранее он выиграл тройной прыжок с лучшим результатом в мировой истории).
| Место | Атлет                | Гражданство  | Результат | Примечания |
| ----- | -------------------- | ------------ | --------- | ---------- |
| 1     | Рольф Бернхард       | Швейцария    | 8,01 м    | NR         |
| 2     | Антонио Коргос       | Испания      | 7,97 м    | PB         |
| 3     | Шамиль Аббясов       | СССР         | 7,95 м    | PB         |
| 4     | Ласло Сальма         | Венгрия      | 7,90 м    |            |
| 5     | Йоахим Буссе         | ФРГ          | 7,72 м    |            |
| 6     | Кристиан Апостолов   | Болгария     | 7,69 м    |            |
| 7     | Иван Тупаров         | Болгария     | 7,61 м    |            |
| 8     | Атанас Чочев         | Болгария     | 7,61 м    |            |
| 9     | Клод Мориньер        | Франция      | 7,57 м    |            |
| 10    | Роберто Велья        | Италия       | 7,55 м    |            |
| 11    | Винфрид Клепш        | ФРГ          | 7,55 м    |            |
| 12    | Ян Лейтнер           | Чехословакия | 7,39 м    |            |
| 13    | Александр Бескровный | СССР         | 7,31 м    |            |
| 14    | Димитриос Делифотис  | Греция       | 7,26 м    |            |